# 伊宁葶苈
伊宁葶苈（学名：Draba stylaris），为十字花科葶苈属下的一个种。

## 变种
光果伊宁葶苈（学名：Draba stylaris var. leiocarpa）为十字花科葶苈属伊宁葶苈的变种。分布在中国大陆的新疆等地，生长于海拔700米的地区，多生于阳坡。

## 扩展阅读
維基物種上的相關：伊宁葶苈